# Tsoonami
Tsoonami – polski projekt muzyczny założony w 2006 roku przez Marcina Siegieńczuka, wokalistę zespołu Toples, wydający piosenki disco polo, początkowo w języku angielskim, później także w polskim.
Pod tym projektem zostały wydane przez Siegieńczuka dwa albumy studyjne: „Atak” oraz „Louder-Faster-Higher”.

## Dyskografia
Albumy
| Tytuł                    | Rok  |
| ------------------------ | ---- |
| Atak                     | 2007 |
| Louder - Faster - Higher | 2007 |

Single
| Tytuł                | Rok  |
| -------------------- | ---- |
| Come Back To Me Baby | 2007 |